# Michele Maffei
Michele Maffei (n. 11 noiembrie 1946, Roma, Regatul Italiei) este un scrimer ce a reprezentat Italia, medaliat olimpic. A participat la 4 ediții ale Jocurilor Olimpice (1968, 1972, 1976, 1980) în care a câștigat o medalie de argint.